# Olivia Newton-John: Live at the Sydney Opera House
A Live at the Sydney Opera House Olivia Newton-John  2006 márciusában a Sydney-i Operaházban tartott koncertjei alapján készített DVD kiadvány. A koncertek alapján Olivia's Live Hits címmel CD lemez is készült.

## A DVD ismertetése
2006. március 14 és 18 között Olivia négy előadásból nagy sikerű koncertsorozatot tartott a világhírű Sydney-i Operaházban. A kíséretet a Sydney Symphony Orchestra nyújtotta. A show elemek, tánckar nélkül, teljesen élő énekkel és kísérettel tartott koncerteken bemutatásra kerültek Olivia több mint harmincéves pályafutásának legismertebb dalai. A koncert egyik érdekessége, duett a kivetítőn megjelent, de már rég meghalt Peter Allen ausztrál énekessel. A zeneszámok között időnként rövid videó bevágások vannak a koncert előtti, színpad mögötti előkészületekről, valamint Olivia vezetésével a Sydney-i kikötőben és a parton tett látogatásról. A koncertek alapján Olivia's Live Hits címmel rövidített CD lemez is megjelent. A koncertek alapján készített DVD 2008-ban jelent meg.
A CD és a DVD azonos borítóval jelent meg.

## A DVD zeneszámai
- I Honestly Love You (dalrészlet, koncertbevezető)
- Have You Never Been Mellow (Have You Never Been Mellow album)
- Magic (Xanadu film és album)
- Xanadu (Xanadu film és album)
- Stronger Than Before (Stronger Than Before album)
- If Not For You (If Not For You album)
- Let Me Be There (Music Makes My Day és Let Me Be There albumok)
- Please Mr. Please (Have You Never Been Mellow album)
- Jolene (Come on Over album)
- If You Love Me, Let Me Know (If You Love Me, Let Me Know album)
- Physical (Physical album)
- Don’t Stop Believin’ (Don’t Stop Believin’ album)
- Dancin' (Xanadu film és album)
- Suddenly (Xanadu film és album)
- Not Gonna Give Into It (Gaia: One Woman’s Journey album)
- Cry Me A River (Indigo: Women of Song album)
- The Rumour (The Rumour album)
- Heart Attack (Olivia's Greatest Hits Vol.2 album)
- Make a Move On Me (Physical album)
- Twist Of Fate (Két fél egy egész film és album) (Two of a Kind)
- Tenterfield Saddler (Video duett a rég meghalt Peter Allen ausztrál énekessel)
- Can I Trust Your Arms? (Stronger Than Before album)(A dal szövegét Olivia lánya, Chloé írta karácsonyi ajándékként édesanyja számára)
- The Dolphin Song (Physical album)
- You're The One That I Want (Grease film és album)
- Hopelessly Devoted To You (Grease film és album)
- Summer Nights (Grease film és album)
- I Honestly Love You (Long Live Love és If You Love Me, Let Me Know albumok)
- Serenity (Stronger Than Before album)
- Zenekari egyveleg a zárófelirat alatt, Olivia életének  képeivel. Eredetileg a koncert nagyzenekari nyitánya.

## AzOlivia's Live HitsCD zeneszámai
- Have You Never Been Mellow
- Magic
- Hopelessly Devoted to You
- You're the One That I Want
- Xanadu
- Suddenly
- Physical
- Don’t Stop Believin’
- If Not For You
- I Honestly Love You

## Közreműködők
- Sydney Symphony Orchestra
- Rick King: hangszerelő, karmester
- Andy Timmons: gitár & vokál, zenei rendező
- Dan Wojciechowski - dobok
- Lee Hendricks - basszusgitár
- Catherine Marx - billentyűsök
- Warren Ham - fúvósok & vokál
- Steve Real - vokál
- Carmella Ramsey - vokál

## Kiadások
- USA CD: EMI America 509995 11688 27 (2008. január 15)
- USA DVD: USA - Capitol/EMI (2008. Január 15)
- Japán DVD:  EMI Music Japan TOBW3351 )2008. január 30)

### Videoajánló
- https://www.youtube.com/watch?v=MheIA5ZqjzY a Xanadu a koncerten
- https://www.youtube.com/watch?v=kf53bm2yi6U&feature=related Country egyveleg a koncerten